# Place du Trocadéro-et-du-11-Novembre
Place du Trocadéro-et-du-11-Novembre (nazywany także Trocadéro) – plac w zachodniej części Paryża, w 16. dzielnicy. Od południowego wschodu plac sąsiaduje z Palais de Chaillot, a dalej z Jardins du Trocadéro, skąd roztacza się widok na wieżę Eiffla.
Plac swoją nazwę otrzymał w celu upamiętnienia bitwy pod Trocadero, w której francuska armia pod przywództwem Ludwika Antoniego de France zdobyła fortyfikacje na Isla del Trocadero w Hiszpanii. W latach 1878–1937 w miejscu Palais de Chaillot istniał Palais du Trocadéro, który został zburzony, aby można było wybudować nowy pałac. Po zburzonym budynku, zachowano nazwę Trocadéro dla placu przy Palais de Chaillot. W 1978 do nazwy dodano datę 11 listopada (fr. 11 Novembre) na pamiątkę rozejmu w Compiègne podczas I wojny światowej.
Na placu znajduje się pomnik Ferdinanda Focha oraz pomnik poświęcony armii francuskiej, którego autorem jest Paul Landowski.
W pobliżu placu znajduje się stacja metra Trocadéro.
Podczas Letnich Igrzysk Olimpijskich 2024 na Trocadéro zostaną ustawione platformy oraz trybuny, z których będzie można obejrzeć zawody w triathlonie, kolarstwie oraz maratonie i chodzie sportowym.